# Thladiantha henryi
Thladiantha henryi är en gurkväxtart som beskrevs av William Botting Hemsley. Thladiantha henryi ingår i släktet berggurkor, och familjen gurkväxter. Inga underarter finns listade i Catalogue of Life.